# Zemacrosaldula
Zemacrosaldula is een geslacht van wantsen uit de familie van de Saldidae (Oeverwantsen). Het geslacht werd voor het eerst wetenschappelijk beschreven door Larivière & Larochelle in 2015.

## Soorten
Het genus bevat de volgende soorten:

- Zemacrosaldula australis (White, 1876)
- Zemacrosaldula kapekape Larivière & Larochelle, 2015
- Zemacrosaldula pangare Larivière & Larochelle, 2015
- Zemacrosaldula whakarunga Larivière & Larochelle, 2015